# Азьманово
Азьманово (удм. Азьман) — посёлок в Ярском районе Удмуртии. Входит в состав Уканского сельского поселения.

## География
Посёлок находится на расстоянии 25 км к юго-западу от посёлка Яр, административного центра района.

### Часовой пояс
Посёлок Азьманово, как и вся Удмуртская Республика, находится в часовой зоне МСК+1. Смещение применяемого времени относительно UTC составляет +4:00.

## Население
| 2010 | 2012 |
| ---- | ---- |
| 23   | ↘18  |

## Улицы
В посёлке имеется одна улица — Речная.